# Franklin Graham

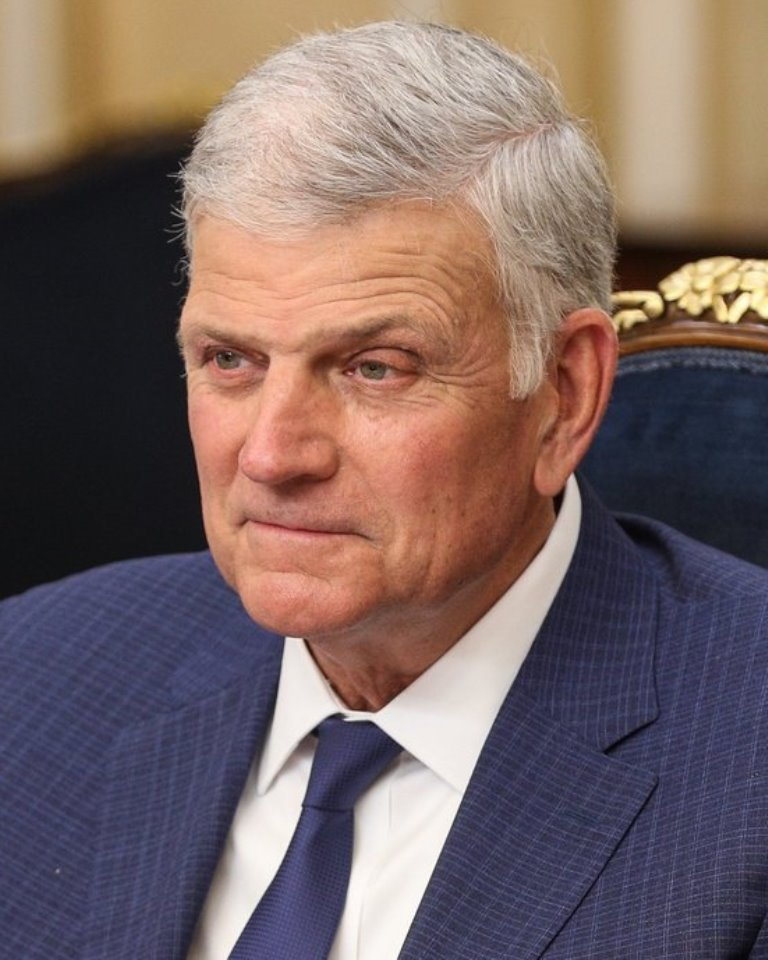
Franklin Graham (2021)

William Franklin Graham III (bekannt als Franklin Graham) (* 14. Juli 1952 in Asheville, North Carolina) ist ein US-amerikanischer evangelikaler Pastor und Evangelist. Neben seiner missionarischen Verkündigungstätigkeit bei evangelistischen Großveranstaltungen ist er als Präsident der Billy Graham Evangelistic Association und der christlichen Hilfsorganisation Samaritan’s Purse tätig. Franklin Graham ist Sohn des international bekannten Erweckungspredigers Billy Graham.

## Leben
Franklin Graham wurde als viertes von fünf Kindern des Ehepaares Billy und Ruth Graham bei Asheville in North Carolina geboren. Er besuchte eine private christliche Schule. Nach dem Abschlussexamen schrieb er sich 1971 am LeTourneau College in Longview, Texas ein. Die nächsten Station seiner Ausbildung waren das Montreat College und die Appalachian State University, die er als Bachelor of Arts verließ.
1974 hatte der 22-jährige Graham auf einer Reise nach Jerusalem ein besonderes Bekehrungserlebnis, durch das er zum bekennenden Christen wurde und das seinen weiteren Lebensweg entscheidend beeinflusste. 1975 heiratete er Jane Austin Cunningham und trat in die Dienste der von seinem Vater initiierten Billy Graham Evangelistic Association, einer inzwischen weltweit tätigen evangelikal geprägten Missionsorganisation. Seine Anfangsjahre in dieser Organisation wurden von den Pastoren Roy Gustafson und John Wesley White begleitet. Ab 1989 war Graham mit der Planung und Durchführung evangelistischer Großveranstaltungen betraut. Im Jahr 2002 avancierte er zum Präsidenten der BGEA. Seit 1989 predigte er auf Großveranstaltungen zu mehr als 3.000.000 Menschen (Stand Februar 2010). Bei der Diensteinführung der Präsidenten George W. Bush und Donald Trump sprach Franklin Graham das Segensgebet. Franklin Graham ist auch Präsident der Samaritan's Purse, einer christlich orientierten Hilfsorganisation, die Robert Pierce nach dem Vorbild der ebenfalls von ihm erschaffenen Organisation World Vision gegründet hat.

## Familie
Das Ehepaar Graham hat vier Kinder: Will Graham (* 1975), der ebenfalls als Evangelist arbeitet; Roy Austin Graham (* 1977), Edward Bell Graham (* 1979), Jane Austin Graham (* 1986). Graham lebt mit seiner Ehefrau Jane zurzeit in Boone, North Carolina.

## Umstrittene Äußerungen und Kritik
Graham geriet ins Kreuzfeuer der Kritik, als er nach den Anschlägen vom 11. September 2001 den Islam als „böse und teuflisch“ bezeichnete.
2003 befürwortete Graham den Krieg der USA gegen den Irak. In einer Predigt im Pentagon sagte er, dass der Islam in den USA nicht praktiziert werden könne.
Am 19. August 2010 sagte er in einem Interview, er sehe es als Problem an, dass Präsident Barack Obama Sohn eines Muslims sei. Die Saat des Islam sei durch seinen Vater auf ihn übergegangen.
Im September 2010 behauptete Graham, dass in allen islamischen Ländern der Bau von Synagogen und Kirchen verboten sei.
Über den Hinduismus sagte er: “no elephant with 100 arms can do anything for me. None of their 9000 gods is going to lead me to salvation” (kein Elefant mit 100 Armen kann irgendetwas für mich tun. Keiner ihrer 9000 Götter wird mich zum Heil führen).
Im April 2015 veröffentlichte seine Hausbank Wells Fargo mit Hauptquartier in Kalifornien eine Fernsehwerbung, in der zwei Frauen über Videophone Zeichensprache lernen und am Ende gemeinsam ein taubes Mädchen adoptieren. Dies erboste ihn so, dass er per Facebook und im Radio des Family Research Council ankündigte, die Konten der Billy Graham Evangelistic Association zur BB&T mit Hauptquartier in North Carolina zu wechseln. Er rief auch dazu auf, Unternehmen wie Starbucks, Tiffany & Co. und Nike zu boykottieren, weil sie einen „homosexuellen Lebensstil fördern“. Die neue Bank erreicht einen Wert von 80 % im Corporate Equality Index der Human Rights Campaign, sponsert die Miami Beach Gay Pride Parade, ist Hauptsponsor des dortigen Legacy-Couples-Programms, das seit mindestens 10 Jahren zusammengehörige gleichgeschlechtliche Paare ehrt, und hat in ihrer Filiale in Miami sogar eine spezielle Kapelle gebaut, um gleichgeschlechtliche Paare dort heiraten zu lassen. Graham sieht darin keine Inkonsequenz, denn alle Unternehmen und Personen sollten gay-friendly sein, es bestehe aber ein Unterschied zwischen freundlich sein und ein öffentlicher Befürworter sein.
Er sah Donald Trump als Kandidaten Gottes und trug damit bei, dass ein Großteil der Evangelikalen für Trump stimmten. Seit dem Sturm auf das Kapitol in Washington 2021 „laviert“ er, bezeichnete die Eindringlinge ins Kapitol als „Schlägertypen“ und forderte zum Gebet für Joe Biden auf.

## Werke (Auswahl)
- A Wing and a Prayer (2005)
- All for Jesus (2003), gemeinsam mit Ross Rhoads
- Kids Praying for Kids (2003)
- The Name (2002)
- Living Beyond the Limits: A Life in Sync with God (1998)
- Rebel With A Cause: Finally Comfortable Being Graham (1995; Autobiographie); Titel der deutschen Übersetzung von Marlies Stubenitzky: Wenn man einen berühmten Vater hat ... Der lange Weg zu sich selbst. Holzgerlingen ²2001. ISBN 3-7751-3598-7
- Miracle in a Shoe Box (1995)
- Bob Pierce: This One Thing I Do (1983)